# Altuğ Çelikbilek
Altuğ Çelikbilek (ur. 7 września 1996 w Antalyi) – turecki tenisista, reprezentant kraju w rozgrywkach Pucharu Davisa.

## Kariera tenisowa
W karierze zwyciężył w dwóch singlowych turniejach cyklu ATP Challenger Tour. Ponadto wygrał pięć singlowych oraz jedenaście deblowych turniejów rangi ITF.
W rankingu gry pojedynczej najwyżej był na 154. miejscu (21 lutego 2022), a w klasyfikacji gry podwójnej na 224. pozycji (25 lipca 2022).

### Zwycięstwa w turniejach ATP Challenger Tour

#### Gra pojedyncza
| Końcowy wynik | Nr | Data          | Turniej    | Nawierzchnia | Przeciwnik    | Wynik finału     |
| ------------- | -- | ------------- | ---------- | ------------ | ------------- | ---------------- |
| Zwycięzca     | 1. | 4 lipca 2021  | Porto      | Twarda       | Quentin Halys | 6:2, 6:1         |
| Zwycięzca     | 2. | 25 lipca 2021 | Pozoblanco | Twarda       | Cem İlkel     | 6:1, 6:7(2), 6:3 |